# Douroula
Douroula ist sowohl eine Gemeinde (französisch commune rurale) als auch ein dasselbe Gebiet umfassendes Departement im westafrikanischen Staat Burkina Faso, in der Region Boucle du Mouhoun und der Provinz Mouhoun. Die Gemeinde hat in 12 Dörfern 12.806 Einwohner.
In Douroula wurden Überreste einer Eisenproduktion gefunden, die bis zurück ins 8. Jahrhundert vor Christus reichen. Sie sind Belege für eine bereits sehr frühe weitverbreitete Eisenverhüttung in Afrika. Aufgrund ihrer außergewöhnlichen Bedeutung als Zeugnis einer Tradition bzw. Kultur wurden diese Fundstätten zusammen mit Fundstätten an anderen Orten in Burkina Faso im Jahr 2019 von der UNESCO unter dem Titel "Historische Stätten der Eisenverhüttung" in die Liste des Welterbes aufgenommen.